# Saladin Said
Saladin Said (amhàric: ሳላዲን ሰይድ)  (Asosa, 29 d'octubre de 1988), amàric ሳላዲን ሰይድ, nom complet Salah El Din Ahmed Said, és un exfutbolista etíop de la dècada de 2000.
Fou internacional amb la selecció de futbol d'Etiòpia.
Pel que fa a clubs, destacà a Saint George FC, Lierse SK i Al-Ahly.